# 碎石岩蜂
碎石岩蜂（學名：Apis lithohermaea），又稱巨型蜜蜂（名稱跟現存的大蜜蜂（學名：Apis dorsata）的別名相同，非常容易混淆），是存在於中新世，蜜蜂屬已滅絕的物種。這種蜜蜂可能是歷史上最大的蜜蜂物種，比現存的大蜜蜂更大且能對應。
本種蜜蜂的化石樣本來自日本壹岐島。

## 在大眾文化

### 方舟：生存進化
2016年9月，以巨型蜜蜂之名稱加入《方舟：生存進化》，原型即出自於本種。遊戲裡有工蜂和女王蜂兩種類。 